# Theriella
Theriella Braul & Lise, 1996 è un genere di ragni appartenente alla famiglia Salticidae.

## Distribuzione
Le tre specie oggi note di questo genere sono diffuse in Brasile e Argentina.

## Tassonomia
A dicembre 2010, si compone di tre specie:
- Theriella bertoncelloi Braul & Lise, 2003 — Brasile
- Theriella galianoae Braul & Lise, 1996[2] — Brasile
- Theriella tenuistyla (Galiano, 1970) — Argentina